# 쓰촨 바오닝추
쓰촨 바오닝추(중국어 간체자: 四川保宁醋, 정체자: 四川保寧醋, 병음: Sìchuān Bǎoníng cù, 한자음: 사천 보녕초)는 중국의 식초이다. 검은 빛을 띠는 흑식초의 하나이며, 주재료는 밀기울, 보리, 멥쌀, 찹쌀이다. 쓰촨성 랑중시(옛 바오닝부)에서 생산된다. 바오닝추(중국어 간체자: 保宁醋, 정체자: 保寧醋, 병음: Bǎoníng cù, 한자음: 보녕초)로도 불린다.

## 같이 보기
- 산시 라오천추
- 융춘 라오추
- 전장 샹추